# Военная игра (учения)
Военная игра — одна из форм подготовки органов управления войсками в виде решения различных задач по топографическим картам и, реже, на местности; может входить в курсы тактики (для наглядного изучения тактических вопросов) и стратегии.
Целью военных игр является проверка и совершенствование навыков управления, достижение взаимопонимания и слаженности во всех звеньях системы управления, выявление возможностей для улучшения составленных планов. Также в ходе военных игр могут проводиться исследования новых вопросов военного искусства.
Перед началом военной игры назначается её руководитель; для масштабных военных игр — штаб руководства и посредники. Перед началом военной игры каждой стороне вручается задание с описанием исходной обстановки и приказ вышестоящего командования на дальнейшие действия. После окончания военной игры проводится разбор действий участников.
Групповое двухстороннее решение стратегических и тактических задач на планах характеризуется беспрерывным видоизменением обстановки, почему занятия ею носят характер состязания, доходящего иногда до азарта.

## История
В Русской армии военные игры вошли в систему обучения офицеров во второй четвери XIX века. После русско-японской войны военные игры в российской армии стали проводиться также с целью проверки планов и организационных мероприятий. Со 2 по 11 января 1941 года, в преддверии надвигающейся войны, высшим руководством Красной армии в присутствии И. В. Сталина были проведены две масштабные оперативно-стратегические игры, в ходе которых были разыграны сценария войны СССР с Германией и её союзниками. Аналогичные военные игры были проведены и германским военным руководством 29 ноября, 3 и 7 декабря 1940 года.

## Классификация
Виды и типы
- Военно-морская игра[6][7] также Игра морская[8][9], Морская игра[10][9][11]
- Военно-санитарная игра[12]
- Игра артиллерийская или Пристрелка[9][13]

По масштабам
- стратегические
- оперативно-стратегические
- оперативные
- оперативно-тактические
- тактические

По форме
- командные
- командно-штабные
- тыловые
- специальные

по числу сторон
- односторонние
- двухсторонние

по числу командных инстанций
- одностепенные
- двухстепенные
- трёхстепенные